# Caenoplana purpurea
Caenoplana purpurea is een platworm (Platyhelminthes). De worm is tweeslachtig. De soort leeft in of nabij zoet water.
Het geslacht Caenoplana, waarin de platworm wordt geplaatst, wordt tot de familie Geoplanidae gerekend. De wetenschappelijke naam van de soort werd, als Geoplana purpurea, voor het eerst geldig gepubliceerd in 1895 door Dendy.